# Mountainbike-Eliminator-Weltmeisterschaften 2021
Bei den Mountainbike-Eliminator-Weltmeisterschaften 2021 wurden am 5. September 2021 im österreichischen Graz die Weltmeister in der Disziplin Cross-Country Eliminator ermittelt. 
Die Austragung war ursprünglich am 2. Mai geplant, wurde aber aufgrund der COVID-19-Pandemie in den September verschoben.
Der Wettbewerb wurde in der Inneren Stadt von Graz zwischen Karmeliterplatz und Freihheitsplatz ausgetragen. In der Qualifikation musste eine Runde einzeln auf Zeit absolviert werden, anhand der Reihenfolge die Zuordnung zu den einzelnen Läufen im Achtelfinale ermittelt wurde. In den Ausscheidungsrunden und Finalläufen wurde der Kurs jeweils zweimal absolviert.

## Männer
Finale
| Platz | Land | Athlet            | Zeit        |
| ----- | ---- | ----------------- | ----------- |
| 1     | GER  | Simon Gegenheimer | 1:56,29 min |
| 2     | NED  | Jeroen van Eck    | + 0,28 s    |
| 3     | SWE  | Anton Olstam      | + 0,81 s    |
| 4     | GER  | Felix Klausmann   | + 0,99 s    |

Kleines Finale
| Platz | Land | Athlet            | Zeit        |
| ----- | ---- | ----------------- | ----------- |
| 5     | FRA  | Hugo Briatta      | 1:59,29 min |
| 6     | FRA  | Killian Demangeon | + 0,10 s    |
| 7     | SWE  | Edvin Lindh       | + 0,27 s    |
| 8     | AUT  | Daniel Federspiel | + 11,92 s   |

Datum: 5. September 2021

Insgesamt waren 33 Teilnehmer gemeldet, von denen sich 32 für das Achtelfinale qualifizierten.
Simon Gegenheimer sicherte sich nach zwei Silbermedaillen erstmals den Titel, Vorjahressieger Titouan Perrin-Ganier schied im Viertelfinale aus.

## Frauen
Finale
| Platz | Land | Athlet            | Zeit        |
| ----- | ---- | ----------------- | ----------- |
| 1     | ITA  | Gaia Tormena      | 2:05,41 min |
| 2     | FRA  | Noemie Garnier    | + 2,96 s    |
| 3     | UKR  | Iryna Popowa      | + 3,38 s    |
| 4     | GER  | Marion Fromberger | + 8,97 s    |

Kleines Finale
| Platz | Land | Athlet           | Zeit        |
| ----- | ---- | ---------------- | ----------- |
| 5     | SWE  | Ella Holmegård   | 2:15,31 min |
| 6     | NED  | Didi de Vries    | + 0,63 s    |
| 7     | AUT  | Katharina Sadnik | + 1,68 s    |
| 8     | CZE  | Barbora Prudkova | + 5,94 s    |

Datum: 5. September 2021

Insgesamt waren 13 Teilnehmerinnen gemeldet, die sich alle für das Viertelfinale qualifizierten.
Gaia Tormena gewann überlegen mit knapp drei Sekunden Vorsprung den Titel, zum zweiten Mal nach 2019. Vorjahressiegerin Isaure Medde war nicht am Start.